# Juliet Landau
Juliet Rose Landau, född 30 mars 1965 i Los Angeles, Kalifornien, är en amerikansk skådespelare. Hon är dotter till Martin Landau och Barbara Bain.
Landau har bland annat medverkat i TV-serien Buffy och vampyrerna där hon spelade vampyren Drusilla.